# (844) Leontina
(844) Leontina – planetoida należąca do zewnętrznej części pasa głównego asteroid okrążająca Słońce w ciągu 5 lat i 267 dni w średniej odległości 3,2 au. Została odkryta 1 października 1916 roku w Wiedniu przez Josepha Rhedena. Odkrywca nazwał ją na cześć swojego rodzinnego miasta Lienz w Austrii. Przed nadaniem nazwy planetoida nosiła oznaczenie tymczasowe (844) 1916 AP.